# چارلز ال ویچ
چارلز لاسی ویچ (به انگلیسی: Charles Lacy Veach) فضانورد اهل کشور ایالات متحده آمریکا است که در ۱۸ سپتامبر ۱۹۴۴ میلادی در شیکاگو زاده شد. وی در مأموریت اس‌تی‌اس-۳۹، اس‌تی‌اس-۵۲ حضور داشته است.